# Pro Wrestling Illustrated
Pro Wrestling Illustrated (PWI) – amerykański magazyn o profesjonalnym wrestlingu, który został założony w 1972. PWI ma swoją siedzibę w Blue Bell w Pensylwanii i jest wydawany przez Kappa Publishing Group. Jest to najdłużej wydawany angielskojęzyczny magazyn o wrestlingu. PWI jest miesięcznikiem, zaś co roku wydawane są specjalne numery pisma takie jak „Alamanac and Book fo Facts”.
Pismo PWI jest często określane jako „Apter Mag”, na cześć wieloletniego redaktora Billa Aptera. Termin był używany wobec magazynów o wrestlingu, które utrzymywały, że profesjonalny wrestling jest prawdziwy (nie „łamano kayfabe’u”, trzymano się scenariuszy federacji). W ostatnich latach PWI odsunęło się od tego stanowiska i publikowane są tam aktualne wieści oraz komentarze związane również z zapleczem tej dyscypliny. Co roku publikują listy „top 500 wrestlerów”, a także „top 250 wrestlerek”.

## Historia
Pierwszy numer Pro Wrestling Illustrated został wydany w 1979. Magazyn był znany z utrzymywania scenariuszów produkowanych przez różne federacje, lecz w ostatnich latach również produkowane są artykuły informujące o wydarzeniach z zaplecza. Oprócz największych federacji, w PWI znajdują się również informacje o mniejszych federacjach oraz federacjach niezależnych ze Stanów Zjednoczonych. Wydawane są również specjalne wydania takie jak Pro Wrestling Illustrated Wrestling Almanac & Book of Facts (od 1996), Women of Wrestling oraz tygodnik PWI Weekly (od 1989 do 2000).
Od początku istnienia PWI rozdaje również coroczne tytuły. Ówcześnie były one przyznawane przez Sports Review Wrestling. Czytelnicy mają możliwość głosowania na zdobywców danych nagród pod koniec każdego roku, zaś wyniki są publikowane w specjalnym numerze. Poniżej znajduje się lista nagród czasopisma:
- Zawodnik roku (od 1972)
- Tag team roku (od 1972)
- Walka roku (od 1972)
- Feud roku (od 1986)
- Najpopularniejszy zawodnik roku, najlepszy face (od 1972)
- Najbardziej znienawidzony zawodnik roku, najlepszy heel (od 1972)
- Największy progres roku (od 1978)
- Najbardziej inspirujący zawodnik roku (od 1972)
- Debiutant roku (od 1972)
- Nagroda życia (od 1981)
- Powrót roku (od 1992)
- Woman of the Year (1972 do 1976; od 2000)
- Manager of the Year (1972 do 1999)
- Midget Wrestler of the Year (1972 do 1976)
- Announcer of the Year (1977)

### Statusy światowych mistrzostw
Każda federacja posiada własne tytuły mistrzowskie, gdzie w wielu promotorzy określają swoje jako światowe. Poniżej znajduje się lista światowych mistrzostw uznawanych przez redaktorów magazynu. Przed utworzeniem National Wrestling Alliance (NWA) w lipcu 1948, PWI uznawało wybrane oryginalne światowe mistrzostwa od 4 maja 1905 do 28 stycznia 1946. Na stan z 27 maja 2023 status światowych tytułów posiadają WWE Championship, WWE Universal Championship, World Heavyweight Championship, AEW World Championship, Impact World Championship, ROH World Championship, MLW World Heavyweight Championship i NWA World Heavyweight Championship z USA, AAA Mega Championship i CMLL World Heavyweight Championship z Meksyku oraz IWGP World Heavyweight Championship, Triple Crown Heavyweight Championship, World of Stardom Championship i GHC Heavyweight Championship z Japonii. PWI uznaje również tytuły niezależne którymi są IWTV Independent Wrestling World Championship i Pan-Afrikan World Diaspora Wrestling Championship.
| Mistrzostwo                                       | Daty                                                                           |
| ------------------------------------------------- | ------------------------------------------------------------------------------ |
| NWA Worlds Heavyweight Championship               | 14 lipca 1948 – 11 stycznia 1991 8 maja 2006 – 13 maja 2007 od 1 stycznia 2021 |
| AWA World Heavyweight Championship                | 16 sierpnia 1960 – 12 grudnia 1990                                             |
| WWE Championship                                  | od 25 kwietnia 1963                                                            |
| WCW World Heavyweight Championship                | 11 stycznia 1991 – 26 marca 2001                                               |
| ECW World Heavyweight Championship                | 6 lipca 1999 – 11 kwietnia 2001                                                |
| World Heavyweight Championship                    | 2 września 2002 – 16 grudnia 2013                                              |
| TNA World Championship                            | 13 maja 2007 – 29 czerwca 2015 od 1 stycznia 2021                              |
| WWE Universal Championship                        | od 21 sierpnia 2016                                                            |
| AEW World Championship                            | od 3 kwietnia 2020                                                             |
| IWGP Heavyweight Championship                     | 3 kwietnia 2020 – 4 marca 2021                                                 |
| AAA Mega Championship                             | od 1 stycznia 2021                                                             |
| ROH World Championship                            | od 1 stycznia 2021                                                             |
| CMLL World Heavyweight Championship               | od 1 stycznia 2021                                                             |
| Triple Crown Heavyweight Championship             | od 1 stycznia 2021                                                             |
| MLW World Heavyweight Championship                | od 1 stycznia 2021                                                             |
| World of Stardom Championship                     | od 1 stycznia 2021                                                             |
| GHC Heavyweight Championship                      | od 12 lutego 2021                                                              |
| IWGP World Heavyweight Championship               | od 4 marca 2021                                                                |
| Independent Wrestling World Championship          | od 8 sierpnia 2021                                                             |
| Pan-Afrikan World Diaspora Wrestling Championship | od 8 sierpnia 2021                                                             |
| World Heavyweight Championship                    | od 27 maja 2023                                                                |

## Rankingi PWI

### PWI 500
PWI publikuje listę 500 najlepszych profesjonalnych wrestlerów każdego roku od 1991 roku w specjalnym wydaniu corocznego magazynu PWI 500. Autorzy PWI wybierają pozycję wrestlera po wyznaczonym okresie oceny rozpoczynającym się w połowie czerwca; nic, co wrestler osiągnął przed lub po tym okresie, nie jest brane pod uwagę. Kierują się kryterium, które obejmuje rekord wygranych i przegranych, zdobyte mistrzostwa, jakość zawodów, główne waśnie, wybitne miejsce w promocji (promocjach) wrestlera i ogólne umiejętności zapaśnicze. Od 2023 roku L.A. Park był sklasyfikowany w największej liczbie edycji PWI 500, z 30 występami. John Cena i Seth Rollins mają najwięcej występów na pierwszym miejscu, z trzema. John Cena pojawił się w pierwszej dziesiątce najwięcej razy – 13 razy. W 1993 roku Miss Texas (Jacqueline Moore) została pierwszą kobietą, która znalazła się na liście, zajmując 249. miejsce. Od 2008 roku mężczyźni i kobiety mają oddzielne listy.
| Rok  | 1                             | 2                       | 3                              | 4                          | 5                            | 6                           | 7                             | 8                           | 9                                | 10                          |
| ---- | ----------------------------- | ----------------------- | ------------------------------ | -------------------------- | ---------------------------- | --------------------------- | ----------------------------- | --------------------------- | -------------------------------- | --------------------------- |
| 1991 | Hulk Hogan (WWF)              | Lex Luger (WCW, NWA)    | Ric Flair (WWF, WCW)           | Randy Savage (WWF)         | Sting (WCW)                  | Scott Steiner (WCW)         | Ricky Steamboat (WCW, WWF)    | Steve Williams (NWA)        | Arn Anderson (WCW)               | Rick Steiner (NWA, WCW)     |
| 1992 | Sting (WCW)                   | Randy Savage (WWF)      | Ric Flair (WWF)                | Rick Rude (WCW)            | Bret Hart (WWF)              | Ricky Steamboat (WCW)       | Jerry Lawler (WWF)            | Scott Steiner (WWF, WCW)    | The Ultimate Warrior (WWF)       | Stunning Steve Austin (WWF) |
| 1993 | Bret Hart (WWF)               | Big Van Vader (WCW)     | Shawn Michaels (WWF)           | Sting (WCW)                | Yokozuna (WWF)               | Ric Flair (WCW, WWF)        | Lex Luger (WWF)               | Rick Rude (WCW)             | Mr. Perfect (WWF)                | Scott Steiner (WWF)         |
| 1994 | Bret Hart (WWF)               | Hulk Hogan (WCW, NJPW)  | Ric Flair (WCW)                | Big Van Vader (WCW)        | Shawn Michaels (WWF)         | Stunning Steve Austin (WWF) | Razor Ramon (WWF)             | Sting (WCW)                 | Ricky Steamboat (WCW)            | Owen Hart (WWF)             |
| 1995 | Diesel (WWF)                  | Shawn Michaels (WWF)    | Sting (WCW)                    | Bret Hart (WWF)            | Sabu (ECW, WCW)              | Hulk Hogan (WCW)            | Big Van Vader (WCW)           | Randy Savage (WCW)          | Razor Ramon (WWF)                | Mitsuharu Misawa (AJPW)     |
| 1996 | Shawn Michaels (WWF)          | The Giant (WCW)         | Sting (WCW)                    | Kenta Kobashi (AJPW)       | Ahmed Johnson (WWF)          | Kevin Nash (WWF, WCW)       | Rey Mysterio Jr. (WCW, ECW)   | Hulk Hogan (WCW)            | Sabu (ECW)                       | Ric Flair (WCW)             |
| 1997 | Dean Malenko (WCW)            | Mitsuharu Misawa (AJPW) | Stone Cold Steve Austin (WWF)  | Diamond Dallas Page (WCW)  | Lex Luger (WCW)              | The Undertaker (WWF)        | Shinya Hashimoto (NJPW)       | The Giant (WCW)             | Jushin Thunder Liger (NJPW, WCW) | Chris Benoit (WCW)          |
| 1998 | Stone Cold Steve Austin (WWF) | Goldberg (WCW)          | Mitsuharu Misawa (AJPW)        | Diamond Dallas Page (WCW)  | The Undertaker (WWF)         | Kenta Kobashi (AJPW)        | Booker T (WCW)                | Ken Shamrock (WWF)          | Jushin Thunder Liger (NJPW, WCW) | Chris Jericho (WCW)         |
| 1999 | Stone Cold Steve Austin (WWF) | Rob Van Dam (ECW)       | Mitsuharu Misawa (AJPW)        | Rey Mysterio Jr. (WCW)     | The Rock (WWF)               | Diamond Dallas Page (WCW)   | Keiji Mutoh (NJPW)            | The Undertaker (WWF)        | Goldberg (WCW)                   | Taz (ECW)                   |
| 2000 | Triple H (WWF)                | The Rock (WWF)          | Rikishi (WWF)                  | Kenta Kobashi (Noah, AJPW) | Jeff Jarrett (WCW)           | Justin Credible (ECW)       | Mike Awesome (ECW, WCW)       | Jushin Thunder Liger (NJPW) | Chris Jericho (WWF)              | Kensuke Sasaki (NJPW, WCW)  |
| 2001 | Kurt Angle (WWF)              | Steve Austin (WWF)      | Rikishi (WWF)                  | Keiji Mutoh (NJPW)         | Booker T (WWF, WCW)          | Triple H (WWF)              | Scott Steiner (WCW)           | Mitsuharu Misawa (Noah)     | Chris Jericho (WWF)              | Rhyno (WWF, ECW)            |
| 2002 | Rob Van Dam (WWE/F)           | The Undertaker (WWE/F)  | Keiji Mutoh (NJPW)             | Chris Jericho (WWE/F)      | Eddie Guerrero (WWE/F)       | Kurt Angle (WWE/F)          | Edge (WWE/F)                  | Yuji Nagata (NJPW)          | The Rock (WWE/F)                 | Triple H (WWE/F)            |
| 2003 | Brock Lesnar (WWE)            | Triple H (WWE)          | Kurt Angle (WWE)               | Keiji Mutoh (NJPW)         | Chris Jericho (WWE)          | Big Show (WWE)              | Booker T (WWE)                | Kenta Kobashi (Noah)        | Eddie Guerrero (WWE)             | Rob Van Dam (WWE)           |
| 2004 | Chris Benoit (WWE)            | Eddie Guerrero (WWE)    | Triple H (WWE)                 | Kenta Kobashi (Noah)       | Randy Orton (WWE)            | Toshiaki Kawada (AJPW)      | John Cena (WWE)               | AJ Styles (TNA)             | Shawn Michaels (WWE)             | Chris Jericho (WWE)         |
| 2005 | Batista (WWE)                 | John Cena (WWE)         | Satoshi Kojima (AJPW)          | Triple H (WWE)             | John Bradshaw Layfield (WWE) | Kurt Angle (WWE)            | AJ Styles (TNA)               | Edge (WWE)                  | Shelton Benjamin (WWE)           | Hiroyoshi Tenzan (NJPW)     |
| 2006 | John Cena (WWE)               | Kurt Angle (TNA, WWE)   | Edge (WWE)                     | Samoa Joe (TNA, ROH)       | Místico (CMLL)               | Rey Mysterio (WWE)          | Brock Lesnar (NJPW)           | Kenta Kobashi (Noah)        | Shawn Michaels (WWE)             | Jeff Jarrett (TNA, AAA)     |
| 2007 | John Cena (WWE)               | Edge (WWE)              | Místico (CMLL)                 | Kurt Angle (TNA)           | The Undertaker (WWE)         | Shawn Michaels (WWE)        | Christian Cage (TNA)          | Perro Aguayo Jr. (CMLL)     | Bobby Lashley (WWE)              | Takeshi Morishima (ROH)     |
| 2008 | Randy Orton (WWE)             | Kurt Angle (TNA)        | Triple H (WWE)                 | Samoa Joe (TNA, ROH)       | Edge (WWE)                   | The Undertaker (WWE)        | Shawn Michaels (WWE)          | Nigel McGuinness (ROH)      | John Cena (WWE)                  | Shinsuke Nakamura (NJPW)    |
| 2009 | Triple H (WWE)                | Chris Jericho (WWE)     | John Cena (WWE)                | Edge (WWE)                 | Randy Orton (WWE)            | Nigel McGuinness (ROH, TNA) | Hiroshi Tanahashi (NJPW)      | CM Punk (WWE)               | Sting (TNA)                      | Último Guerrero (CMLL)      |
| 2010 | AJ Styles (TNA)               | John Cena (WWE)         | CM Punk (WWE)                  | Randy Orton (WWE)          | Chris Jericho (WWE)          | Batista (WWE)               | Shinsuke Nakamura (NJPW)      | The Undertaker (WWE)        | Kurt Angle (TNA)                 | Sheamus (WWE)               |
| 2011 | The Miz (WWE)                 | Randy Orton (WWE)       | John Cena (WWE)                | Kane (WWE)                 | Takashi Sugiura (Noah)       | Alberto Del Rio (WWE)       | Mr. Anderson (TNA)            | Rey Mysterio (WWE)          | Eddie Edwards (ROH, PWG)         | CM Punk (WWE)               |
| 2012 | CM Punk (WWE)                 | Bobby Roode (TNA)       | John Cena (WWE)                | Daniel Bryan (WWE)         | Sheamus (WWE)                | Jun Akiyama (Noah)          | Davey Richards (ROH, NJPW)    | Kurt Angle (TNA)            | Mark Henry (WWE)                 | Alberto Del Rio (WWE)       |
| 2013 | John Cena (WWE)               | CM Punk (WWE)           | Hiroshi Tanahashi (NJPW, CMLL) | Bully Ray (TNA)            | Kazuchika Okada (NJPW)       | Sheamus (WWE)               | Jeff Hardy (TNA)              | Alberto Del Rio (WWE)       | Dolph Ziggler (WWE)              | Kevin Steen (ROH)           |
| 2014 | Daniel Bryan (WWE)            | Randy Orton (WWE)       | John Cena (WWE)                | AJ Styles (ROH, NJPW)      | Kazuchika Okada (NJPW)       | Bray Wyatt (WWE)            | Roman Reigns (WWE)            | Magnus (TNA)                | Adam Cole (PWG)                  | Bully Ray (TNA)             |
| 2015 | Seth Rollins (WWE)            | John Cena (WWE)         | AJ Styles (ROH, NJPW)          | Roman Reigns (WWE)         | Shinsuke Nakamura (NJPW)     | Randy Orton (WWE)           | Jay Briscoe (ROH)             | Rusev (WWE)                 | Alberto El Patrón (AAA, ROH, LU) | Kevin Owens (WWE)           |
| 2016 | Roman Reigns (WWE)            | Kazuchika Okada (NJPW)  | Finn Bálor (WWE)               | AJ Styles (NJPW, WWE)      | Jay Lethal (RoH)             | Kevin Owens (WWE)           | Shinsuke Nakamura (NJPW, WWE) | Seth Rollins (WWE)          | Dean Ambrose (WWE)               | John Cena (WWE)             |
| 2017 | Kazuchika Okada (NJPW)        | AJ Styles (WWE)         | Kevin Owens (WWE)              | Roman Reigns (WWE)         | Kenny Omega (NJPW)           | Shinsuke Nakamura (WWE)     | Samoa Joe (WWE)               | Dean Ambrose (WWE)          | Bobby Roode (WWE)                | The Miz (WWE)               |
| 2018 | Kenny Omega (NJPW)            | AJ Styles (WWE)         | Kazuchika Okada (NJPW)         | Brock Lesnar (WWE)         | Seth Rollins (WWE)           | Braun Strowman (WWE)        | Roman Reigns (WWE)            | Cody Rhodes (NJPW)          | Tetsuya Naito (NJPW)             | The Miz (WWE)               |
| 2019 | Seth Rollins (WWE)            | Daniel Bryan (WWE)      | AJ Styles (WWE)                | Kofi Kingston (WWE)        | Kazuchika Okada (NJPW)       | Johnny Gargano (WWE)        | Roman Reigns (WWE)            | Kenny Omega (AEW)           | Hiroshi Tanahashi (NJPW)         | Will Ospreay (NJPW)         |
| 2020 | Jon Moxley (AEW)              | Adam Cole (WWE)         | Chris Jericho (AEW)            | Drew McIntyre (WWE)        | Tetsuya Naito (NJPW)         | Kazuchika Okada (NJPW)      | Cody Rhodes (AEW)             | Seth Rollins (WWE)          | Kofi Kingston (WWE)              | AJ Styles (WWE)             |
| 2021 | Kenny Omega (AEW)             | Roman Reigns (WWE)      | Bobby Lashley (WWE)            | Drew McIntyre (WWE)        | Kōta Ibushi (NJPW)           | Jon Moxley (AEW)            | Will Ospreay (NJPW)           | Finn Bálor (WWE)            | Shingo Takagi (NJPW)             | Rich Swann (Impact)         |
| 2022 | Roman Reigns (WWE)            | Kazuchika Okada (NJPW)  | CM Punk (AEW)                  | Adam Page (AEW)            | Bobby Lashley (WWE)          | Cody Rhodes (WWE)           | Bryan Danielson (AEW)         | El Hijo del Vikingo (AAA)   | Big E (WWE)                      | Jonathan Gresham (ROH)      |
| 2023 | Seth Rollins (WWE)            | Roman Reigns (WWE)      | Jon Moxley (AEW)               | Gunther (WWE)              | El Hijo del Vikingo (AAA)    | MJF (AEW)                   | Kazuchika Okada (NJPW)        | Orange Cassidy (AEW)        | Josh Alexander (Impact)          | Cody Rhodes (WWE)           |
| 2024 | Cody Rhodes (WWE)             | Swerve Strickland (AEW) | Will Ospreay (AEW)             | Seth Rollins (WWE)         | Tetsuya Naito (NJPW)         | Damian Priest (WWE)         | MJF (AEW)                     | Jon Moxley (AEW)            | Gunther (WWE)                    | Místico (CMLL)              |

### PWI Women’s 250
PWI publikuje listę najlepszych profesjonalnych wrestlerek każdego roku od 2008 roku w specjalnym wydaniu magazynu. Podobnie jak w przypadku listy profesjonalnych wrestlerów, autorzy PWI wybierają pozycję wrestlera po wyznaczonym okresie oceny rozpoczynającym się w połowie czerwca; nic, co wrestler osiągnął przed lub po tym okresie, nie jest brane pod uwagę. Lista była pierwotnie ograniczona do 50 wrestlerów i nazywana była Female 50. Od tego czasu została rozszerzona i przemianowana na Women’s 100 w 2018 roku i Women’s 150 w 2021 roku. Została rozszerzona i przemianowana na Women’s 250 w 2023 roku.
| Rok             | 1                   | 2                  | 3                   | 4                   | 5                | 6                   | 7               | 8                  | 9                 | 10                |
| --------------- | ------------------- | ------------------ | ------------------- | ------------------- | ---------------- | ------------------- | --------------- | ------------------ | ----------------- | ----------------- |
| PWI Female 50   |                     |                    |                     |                     |                  |                     |                 |                    |                   |                   |
| 2008            | Awesome Kong        | Beth Phoenix       | Gail Kim            | Mickie James        | MsChif           | Sara Del Rey        | Roxxi Laveaux   | Melina             | Michelle McCool   | Candice Michelle  |
| 2009            | Mickie James        | Angelina Love      | Melina              | MsChif              | Tara             | Awesome Kong        | Beth Phoenix    | Michelle McCool    | Maryse            | Taylor Wilde      |
| 2010            | Michelle McCool     | Angelina Love      | Mercedes Martinez   | Cheerleader Melissa | Eve Torres       | Madison Rayne       | Beth Phoenix    | Mickie James       | MsChif            | Maryse            |
| 2011            | Madison Eagles      | Mercedes Martinez  | Mickie James        | Natalya             | Madison Rayne    | Cheerleader Melissa | Beth Phoenix    | Tara               | MsChif            | Sara Del Rey      |
| 2012            | Gail Kim            | Beth Phoenix       | Cheerleader Melissa | Sara Del Rey        | Jessicka Havok   | Layla               | Miss Tessmacher | Saraya Knight      | Mercedes Martinez | Tara              |
| 2013            | Cheerleader Melissa | Mickie James       | Saraya Knight       | Jessicka Havok      | Kaitlyn          | Gail Kim            | Kacee Carlisle  | Tara               | AJ Lee            | Mercedes Martinez |
| 2014            | Paige               | AJ Lee             | Gail Kim            | Cheerleader Melissa | LuFisto          | Angelina Love       | Ivelisse Velez  | Courtney Rush      | Natalya           | Charlotte         |
| 2015            | Nikki Bella         | Paige              | Sasha Banks         | Santana Garrett     | Gail Kim         | Charlotte           | Naomi           | Cherry Bomb        | Courtney Rush     | Taryn Terrell     |
| 2016            | Charlotte           | Sasha Banks        | Asuka               | Becky Lynch         | Bayley           | Jade                | Natalya         | Gail Kim           | Sexy Star         | Sienna            |
| 2017            | Asuka               | Charlotte          | Alexa Bliss         | Sasha Banks         | Bayley           | Io Shirai           | Natalya         | Sienna             | Naomi             | Kairi Sane        |
| PWI Women’s 100 |                     |                    |                     |                     |                  |                     |                 |                    |                   |                   |
| 2018            | Ronda Rousey        | Alexa Bliss        | Charlotte Flair     | Io Shirai           | Asuka            | Shayna Baszler      | Carmella        | Nia Jax            | Mayu Iwatani      | Kairi Sane        |
| 2019            | Becky Lynch         | Charlotte Flair    | Ronda Rousey        | Shayna Baszler      | Tessa Blanchard  | Bayley              | Natalya         | Io Shirai          | Mercedes Martinez | Nicole Savoy      |
| 2020            | Bayley              | Becky Lynch        | Asuka               | Charlotte Flair     | Sasha Banks      | Hikaru Shida        | Tessa Blanchard | Riho               | Io Shirai         | Mayu Iwatani      |
| PWI Women’s 150 |                     |                    |                     |                     |                  |                     |                 |                    |                   |                   |
| 2021            | Bianca Belair       | Utami Hayashishita | Deonna Purrazzo     | Britt Baker         | Thunder Rosa     | Sasha Banks         | Syuri           | Io Shirai          | Tam Nakano        | Raquel González   |
| 2022            | Syuri               | Bianca Belair      | Thunder Rosa        | Becky Lynch         | Jade Cargill     | Jordynne Grace      | Saya Kamitani   | Charlotte Flair    | Starlight Kid     | Taya Valkyrie     |
| PWI Women’s 250 |                     |                    |                     |                     |                  |                     |                 |                    |                   |                   |
| 2023            | Rhea Ripley         | Giulia             | Bianca Belair       | Jamie Hayter        | Tam Nakano       | Athena              | Deonna Purrazzo | Willow Nightingale | Kamille           | Jordynne Grace    |
| 2024            | Toni Storm          | Jordynne Grace     | Rhea Ripley         | Maika               | Stephanie Vaquer | Sareee              | Bayley          | Willow Nightingale | Mariah May        | Athena            |

### PWI Tag Team 100
PWI publikuje listę najlepszych drużyn tag team od 2020 roku. Dziennikarze PWI klasyfikują wrestlerów po wyznaczonym okresie oceny rozpoczynającym się w październiku; wymagane jest rozegranie co najmniej 10 walk lub 4 miesiące jako drużyna tag team. W rankingu uwzględniono zarówno męskie, jak i żeńskie drużyny tag team.
| Rok  | 1                           | 2                       | 3                       | 4               | 5                       | 6                      | 7                     | 8                        | 9                   | 10                  |
| ---- | --------------------------- | ----------------------- | ----------------------- | --------------- | ----------------------- | ---------------------- | --------------------- | ------------------------ | ------------------- | ------------------- |
| 2020 | FTR                         | Kenny Omega i Adam Page | Bayley i Sasha Banks    | The North       | The Street Profits      | Guerrillas of Destiny  | Lucha Bros            | The New Day              | The Kabuki Warriors | Roppongi 3K         |
| 2021 | The Young Bucks             | Lucha Bros              | Dangerous Tekkers       | The Usos        | FTR                     | Alto Livello Kabaliwan | Guerrillas of Destiny | Nia Jax i Shayna Baszler | The New Day         | The Good Brothers   |
| 2022 | The Usos                    | FTR                     | The Briscoes            | Death Triangle  | FWC                     | RK-Bro                 | The Good Brothers     | The Young Bucks          | The Hex             | Violence is Forever |
| 2023 | FTR                         | Aussie Open             | Kevin Owens i Sami Zayn | Bishamon        | Motor City Machine Guns | ABC                    | The Acclaimed         | The Judgment Day         | Damage CTRL         | 7Upp                |
| 2024 | Bianca Belair i Jade Cargil | Nathan Frazer i Axiom   | Bishamon                | The Young Bucks | TMDK                    | ABC                    | Saito Brothers        | The Bloodline            | Crazy Star          | FTR                 |